# Strażnica WOP Ustronie Morskie
Strażnica Wojsk Ochrony Pogranicza Gąski/Ustronie Morskie – zlikwidowany podstawowy pododdział graniczny Wojsk Ochrony Pogranicza pełniący służbę ochronną na granicy morskiej.

Strażnica Straży Granicznej w Ustroniu Morskim – zlikwidowana graniczna jednostka organizacyjna polskiej straży granicznej realizująca zadania bezpośrednio w ochronie granicy państwowej.

## Formowanie i zmiany organizacyjne
Strażnica została sformowana w 1945 w strukturze 17 komendy odcinka Koszalin jako 82 strażnica WOP (Gąski) (Funkenhan/Gąski) o stanie 56 żołnierzy. Kierownictwo strażnicy stanowili: komendant strażnicy, zastępca komendanta do spraw polityczno-wychowawczych i zastępca do spraw zwiadu. Strażnica składała się z dwóch drużyn strzeleckich, drużyny fizylierów, drużyny łączności i gospodarczej. Etat przewidywał także instruktora do tresury psów służbowych oraz instruktora sanitarnego. Sformowane strażnice morskiego oddziału OP nie przystąpiły bezpośrednio do objęcia ochrony granicy morskiej. Odcinek dawnej granicy polsko-niemieckiej sprzed 1939 od Piaśnicy, aż do lewego styku z 4 Oddziałem OP ochraniany był przez radziecką straż graniczną wydzieloną ze składu wojsk marszałka Rokossowskiego. Pozostały odcinek granicy od rzeki Piaśnica, aż po granicę z ZSRR zabezpieczała Morska Milicja Obywatelska.
W związku z reorganizacją oddziałów WOP, 24 kwietnia 1948, 82 strażnica OP została włączona w struktury 22 batalionu Ochrony Pogranicza, a 1 stycznia 1951 152 batalionu WOP w Koszalinie.
Od 15 marca 1954 wprowadzono nową numerację strażnic. Strażnica WOP Ustronie Morskie II kategorii otrzymała numer 79 w skali kraju . W 1955 dowódca WOP rozkazał przejść 15 Brygadzie WOP na etat ćwiczebny. Rozwiązane zostały dowództwa i sztaby batalionów. Z dniem 15 listopada 1955, 152 batalion WOP został rozwiązany i kierowanie strażnicami w tym strażnicą w Ustroniu Morskim przejął sztab 15 Brygady WOP. W sierpniu 1956 sformowano na nowo dowództwo i sztab 152 batalionu WOP w Koszalinie, strażnica w Ustroniu Morskim została włączona w struktury ww. batalionu WOP. W 1956 rozpoczęto numerowanie strażnic na poziomie brygady. Strażnica WOP Ustronie Morskie II kategorii miała numer 6 w 15 Brygadzie Wojsk Ochrony Pogranicza. W 1958 odtworzono dowództwo 152 batalionu WOP i podporządkowano mu między innymi strażnicę WOP Ustronie Morskie. 31 grudnia 1959, po kolejnej zmianie numeracji, strażnica posiadała numer 12 i zakwalifikowana była do kategorii III w 15 Bałtyckiej Brygadzie WOP . W 1960 rozformowano 152 batalion WOP i kierowanie strażnicami w tym strażnicą w Ustroniu Morskim przejął sztab 15. Bałtyckiej Brygady WOP. W 1964 strażnica WOP nr 11 Ustronie Morskie uzyskała status strażnicy nadmorskiej i zaliczona została do II kategorii. Wiosną 1968 zreorganizowano strażnicę WOP Ustronie.
Strażnica WOP Ustronie Morskie do marca 1990  była w strukturach Bałtyckiej Brygady Wojsk Ochrony Pogranicza, a od kwietnia utworzonego Bałtyckiego Oddziału Wojsk Ochrony Pogranicza do 15 maja 1991.
Straż Graniczna:
16 maja 1991, po rozwiązaniu w Wojsk Ochrony Pogranicza, strażnica weszła w podporządkowanie Bałtyckiego Oddziału Straży Granicznej i przyjęła nazwę Strażnica Straży Granicznej w Ustroniu Morskim (Strażnica SG w Ustroniu Morskim).
Zarządzeniem nr 017 z 12 marca 1992  komendant główny Straży Granicznej rozformował Bałtycki Oddział Straży Granicznej, przekazując w podporządkowanie Morskiemu Oddziałowi SG ochraniany dotychczas odcinek granicy państwowej na środkowym wybrzeżu od Łeby do Dźwirzyna.

## Ochrona granicy
Dopiero w kwietniu 1946 strażnica zaczęła przyjmować pod ochronę wybrzeże morskie. W czerwcu 1946, wobec sprzeciwu dowódców radzieckich, nie została jeszcze wpuszczona na swój odcinek.
W roku 1958 wprowadzono do ochrony granicy lornety dalekiego zasięgu o 40-krotnym powiększeniu i na całym wybrzeżu powstało wówczas kilkadziesiąt puntów obserwacyjnych umieszczonych na wieżach drewnianych, które przystosowano do tego celu. Umożliwiło to objęcie obserwacją od świtu do nocy obszaru wód terytorialnych wzdłuż całego wybrzeża. Zorganizowano przy tym
sprawnie działający system informacji o wykrytych celach, funkcjonujący zarówno między punktami obserwacyjnymi i strażnicami, jak i sztabami brygad.
W pierwszej połowie lat 60. POWT WOP posiadały na swoim wyposażeniu stacje r./lok. polskiej konstrukcji (początkowo t. RO–231 a następnie RN–231), a także lunety i środki łączności przewodowej. Na odcinku od Dziwnowa do Ustki wieże obserwacyjne były konstrukcji stalowej. W latach 1963–1964 w punktach obserwacyjnych znalazły się lunety dalekiego zasięgu, radiotelefony, stoły dyspozytorskie i inne urządzenia techniczne.
Strażnica WOP Ustronie Morskie w 1969 miała na swoim odcinku 3 POWT WOP wykorzystywane do ochrony granicy państwowej.
W 1984 dowódca WOP wyraził zgodę na przeniesienie dalekiego dozoru z POWT-20 strażnicy WOP w Ustroniu Morskim na POWT-21 strażnicy WOP Mielno.
Wykaz punktów obserwacji wzrokowo-technicznej na odcinku strażnicy WOP Ustronie Morskie wg stanu z 1990:
- POWT nr 17 Kołobrzeg (bliski/daleki dozór – 16 Mm)[i]
- POWT nr 18 Lubaszyce (bliski dozór – 4 Mm)[j]
- POWT nr 19 Sianożęty (bliski dozór – 4 Mm)[k].

## Wydarzenia
- 1976 – wycofano z granicy rowery, zastępując je motocyklami małolitrażowymi; WSK-175 dla kadry i WSK-125 dla żołnierzy służby zasadniczej (5–13 motocykli w zależności od obsady i na jakiej granicy). Wyposażone w łączność radiową motocykle stały się podstawowym środkiem transportu w służbie patrolowej i rozpoznawczej[25].
- 13 grudnia 1981–22 lipca 1983 – (stan wojenny w Polsce), normę służby granicznej dla żołnierzy podwyższono z 8 do 12 godzin na dobę. Ścisłą kontrolą objęto całą strefę nadgraniczną. W stan gotowości były postawione pododdziały odwodowe[26].

## Strażnice sąsiednie
- 81 strażnica WOP Kołobrzeg ⇔ 83 strażnica WOP Mielno − 1946[3]
- 81 strażnica OP Kołobrzeg ⇔ 83 strażnica OP Mielno − 1949[27].
- 78 strażnica WOP Kołobrzeg I kat. ⇔ 80 strażnica WOP Mielno II kat. − 15.03.1954[8]
- 5 strażnica WOP Kołobrzeg I kat. ⇔ 7 strażnica WOP Mielno II kat. − 1956[12]
- 13 strażnica WOP Kołobrzeg II kat. ⇔ 11 strażnica WOP Mielno II kat. − 31.12.1959[14]

Straż Graniczna:
- Strażnica SG w Kołobrzegu ⇔ Strażnica SG w Mielnie – 16.05.1991[18].

## Komendanci/dowódcy strażnicy
- ppor. Józef Huber (był w 10.1946)[l]
- st. sierż. Piotr Grabowski (był w 1953)
- chor. Bogdan Wącior (od 1953)
- kpt. Wirgiliusz Paraska (był w 1972)
- Kamiński
- kpt. Sławomir Ulatowski
- por. Cezary Szostek (1984–15.05.1991)

Komendanci strażnicy SG:
- por. SG Zbigniew Nogaj (od 16.05.1991)[29].